# Miloš Buchta
Miloš Buchta (* 19. července 1980 Svitavy) je bývalý český profesionální fotbalový brankář, který naposledy chytal v českém klubu SK Sigma Olomouc.

## Klubová kariéra
Buchta začal s fotbalem v desíti letech v rodných Svitavách. Následně odešel chytat dorosteneckou ligu za FC PSJ Jihlava. Na vojně byl v hranické Dukle. Po vojně se stal hráčem Sigmy Olomouc, přičemž hostoval v druholigovém Prostějově a v klubu SK Hranice, s nímž se probojoval z divize do MSFL. Na jaře 2002 pomohl klubu SK Hranice k postupu z Divize E do Moravskoslezské fotbalové ligy a působil zde až do podzimu 2003.
V roce 2004 přestoupil z Olomouce do slovenského AS Trenčín, kde za dvě sezony odchytal 35 zápasů. V roce 2006 přestoupil do Tatranu Prešov. V Prešově propadl gamblerství, těžké životní období však překonal. Z Prešova se sám vykoupil a našel si angažmá v rumunském celku Gaz Metan Mediaş, odkud v srpnu 2011 zamířil na hostování do Oțelul Galați. Tam si bohužel nezachytal a odešel do celku FC Rapid București, kde se sešel s krajany Marcelem Gecovem, Pavlem Čmovšem a Tomášem Joslem.
V červenci 2015 se vrátil do Sigmy Olomouc za účelem udržení se v lize, to se však nepovedlo, a Sigma tak po roce opět sestoupila do 2. ligy. Buchta po sezoně zvažoval konec kariéry, ale nakonec tak neučinil a v sezoně 2016/17 slavil se Sigmou vítězství ve Fortuna národní lize a postup zpátky do nejvyšší soutěže.

## Ligová bilance
Aktuální k 1. červenci 2018
| Klub                | Ročník            | Zápasy | Góly | Minuty | Nuly |
| ------------------- | ----------------- | ------ | ---- | ------ | ---- |
| FK AS Trenčín       | I. liga 2003/04   | 3      | 0    | –      | –    |
| FK AS Trenčín       | I. liga 2004/05   | 22     | 0    | 1 980  | 4    |
| FK AS Trenčín       | I. liga 2005/06   | 10     | 0    | 900    | 1    |
| 1. FC Tatran Prešov | I. liga 2008/09   | 20     | 0    | 1 800  | 8    |
| CS Gaz Metan Mediaş | I. liga 2009/10   | 27     | 0    | 2 373  | 15   |
| CS Gaz Metan Mediaş | I. liga 2010/11   | 1      | 0    | 90     | 0    |
| CS Gaz Metan Mediaş | I. liga 2011/12   | 2      | 0    | 180    | 0    |
| CS Gaz Metan Mediaş | I. liga 2012/13   | 8      | 0    | 720    | 2    |
| CS Gaz Metan Mediaş | I. liga 2013/14   | 13     | 0    | 1 170  | 5    |
| CS Gaz Metan Mediaş | I. liga 2014/15   | 7      | 0    | 630    | 0    |
| FC Rapid București  | I. liga 2014/15   | 16     | 0    | 1 440  | 7    |
| SK Sigma Olomouc    | I. liga 2015/16   | 25     | 0    | 2 249  | 5    |
| SK Sigma Olomouc    | II. liga 2016/17  | 23     | 0    | 2 070  | 10   |
| SK Sigma Olomouc    | I. liga 2017/18   | 27     | 0    | 2 414  | 11   |
| SK Sigma Olomouc    | I. liga 2018/19   | 30     | 0    | 2 700  | 11   |
|                     | CELKEM I. LIGA ČR | 82     | 0    | 7 363  | 27   |